# Adroŭ
Adroŭ (vitryska: Адроў) är ett vattendrag i Belarus.   Det ligger i voblasten Vitsebsks voblast, i den nordöstra delen av landet, 190 kilometer öster om huvudstaden Minsk.
Omgivningarna runt Adroŭ är en mosaik av jordbruksmark och naturlig växtlighet. Runt Adroŭ är det ganska tätbefolkat, med 104 invånare per kvadratkilometer.